# Krzysztof Aleksander Janczak
Krzysztof Aleksander Janczak (ur. 1 maja 1983 w Warszawie) – polski kompozytor, producent, sound designer, konsultant muzyczny i muzykolog.

## Życiorys
W latach 1998–2002 uczęszczał do 21 Społecznego Liceum Ogólnokształcącego im. Jerzego Grotowskiego w Warszawie. Następnie w latach 2002–2006 studiował w Instytucie Muzykologii Uniwersytetu Warszawskiego (dyplom 2007). W roku 2008, na drodze konkursów publicznych, w paryskiej École Normale de Musique otrzymał: ‘Diplôme de Composition’ oraz ‘Diplôme d’Orchestration à l’unanimité’ w klasach kompozycji i orkiestracji Michela Merlet, laureata Grand Prix de Rome, ucznia Oliviera Messiaena. Dwukrotnie był stypendystą Rządu Francuskiego oraz trzykrotnie stypendystą Funduszu Popierania Twórczości ZAiKS. Laureat międzynarodowych konkursów kompozytorskich. Od roku 2008 członek francuskiej Unii Kompozytorów Muzyki Filmowej (U.C.M.F.) oraz od roku 2009 stypendysta paryskiej Międzynarodowej Fundacji Nadii i Lili Boulanger. W latach 2008–2010 studiował również w klasie kompozycji Michela Merlet w Konserwatorium im. Maurice’a Ravela.
W 2003 powstały pierwsze cykle fortepianowe 6 Ostinat, Suita Kabaretowa oraz 6 Tang na septet. Również w tym czasie zaczął pisać muzykę do filmów oraz etiud, przygotowanych przez studentów Wydziału Operatorskiego i Reżyserii w Łódzkiej Szkole Filmowej im. Leona Schillera (PWSFTViT), a także reżyserii ze Szkoły Mistrzowskiej Andrzeja Wajdy. Największy sukces odniósł film Zima w reż. Piotra Sobocińskiego, który na festiwalu Camerimage w 2004 został nagrodzony „Złotą Kijanką”. W efekcie tej nagrody film został zaprezentowany na festiwalach, m.in. w Los Angeles, Tajpej oraz Cannes.
W 2005 skomponował Symfonię Powstańców Warszawskich, którą pod koniec lipca tego samego roku nagrała Orkiestra Filharmonii Białostockiej pod batutą Marcina Nałęcz-Niesiołowskiego. Płyta z tym utworem została wydana w 2006 i z okazji 62. rocznicy wybuchu Powstania Warszawskiego otrzymał ją każdy kombatant w kraju i za granicą. Publicznie utwór został wykonany 31 lipca 2005 na placu Krasińskich w Warszawie podczas uroczystych obchodów 61. Rocznicy wybuchu Powstania Warszawskiego, a partytura została przekazana do Muzeum Powstania Warszawskiego.
W 2006 stworzył cykle: Obrazki z Katynia na 2 fortepiany, dedykowany księdzu prałatowi Zdzisławowi J. Peszkowskiemu, Spacer po Warszawie na orkiestrę dętą dla Orkiestry Policji Stołecznego Miasta Warszawy, Fantas Magorie – godzinny projekt elektro-akustyczny będący połączeniem muzyki akustycznej z sound designem oraz rzeczywistymi dźwiękami natury i cytatami z klasyki kina, Les Six Saisons na saksofon altowy i orkiestrę smyczkową, który otrzymał II nagrodę na III Międzynarodowym Konkursie Kompozytorskim „Muzyka Ogrodowa” w Krakowie oraz kompozycję TGV – laureat Srebrnej Szybki 2007 (Kraków).
Utwory kompozytora były wykonywane m.in. w Paryżu, Warszawie, Krakowie, Londynie, Sztokholmie, Sydney i Melbourne. Filmy z jego muzyką wyświetlane były na festiwalach filmowych m.in. w Warszawie, Krakowie, Łodzi, Cannes, Clermont-Ferrand, Rouen, Wenecji, Rzymie, Barcelonie, Londynie, Braunschweig, Tajpej i Los Angeles.
Jako kompozytor, aranżer, muzyk i konsultant muzyczny współpracował m.in. z Janem A.P. Kaczmarkiem, Michałem Lorencem, Zbigniewem Zbrowskim, Rafałem Paczkowskim, Marcinem Nałęcz-Niesiołowskim, Paulem Ayresem, Klaudiuszem Baranem, Andrzejem Sewerynem i Filipem Bajonem.
Krzysztof Aleksander Janczak został odznaczony w 2006 Srebrnym Krzyżem Zasługi.

## Ważniejsze utwory
- 2003 – 6 Ostinat (fortepian)
- 2003 – 6 Tang (septet)
- 2004 – Symfonia Powstańców Warszawskich (orkiestra symfoniczna)
- 2004 – Trois Danses (kwintet dęty)
- 2006 – Les Labyrinthes (fortepian)
- 2006 – Obrazki z Katynia (dwa fortepiany)
- 2006 – TGV (klarnet, skrzypce, wiolonczela, akordeon i fortepian)
- 2006 – La lettre à un ami (flet lub skrzypce i fortepian)
- 2006 – Les Six Saisons (orkiestra smyczkowa i saksofon altowy)
- 2007 – Le Tombeau d’Händel (organy)
- 2007 – La Sorcière (projekt elektro-akustyczny)
- 2007 – Les Voyages de Gulliver (akordeon chromatyczny i big band)
- 2007 – Assenzio e Anguria (orkiestra symfoniczna)
- 2007 – Pater Noster (sopran i kwartet smyczkowy)
- 2007 – Tańce Chochole (orkiestra smyczkowa)
- 2007 – Tableaux d’enfants d’après Stanisław Wyspiański (fortepian)
- 2008 – Fantazja Nr 1 (fortepian)
- 2008 – Moments musicaux (flet, skrzypce, wiolonczela i fortepian)
- 2008 – Przesłanie Pana Cogito (baryton i orkiestra)
- 2008 – Taniec góralski (altówka lub wiolonczela solo)
- 2008 – Muzyka srebrna i szybka (flet, wiolonczela i dwa fortepiany)
- 2008 – Cinderella (balet) (mezzosopran i orkiestra)
- 2009 – Preludia Nr 1-6 (fortepian)
- 2009 – De profundis clamavi ad te, Domine… (chór mieszany)
- 2009 – 24 Wariacje na temat Michela Merlet (dwa fortepiany)
- 2009 – Misterium – Życie Świętego Pawła (chór mieszany i orkiestra symfoniczna)
- 2009 – 24 Wariacje dla 6 solistów (flet, bas klarnet, skrzypce, altówka, wiolonczela i fortepian)
- 2009 – Petit Boléro (orkiestra symfoniczna)
- 2010 – La Suite de la Lune (fortepian)
- 2010 – Trois Tableaux (flet, bas klarnet, skrzypce, altówka, wiolonczela i fortepian)
- 2010 – Danses d’après Henri Matisse (orkiestra smyczkowa i fortepian)
- 2010 – Trzy Vertiga (orkiestra smyczkowa i fortepian)
- 2010 – Sextuor Hypnotique (sekstet smyczkowy)
- 2010 – Ballada Nr 1 (fortepian)
- 2010 – Vertigo (fortepian)
- 2010 – Preludium (cztery flety)
- 2010 – Day Seasons (sopran i orkiestra)
- 2011 – The Clockwork Music [20 utworów] (kwartet saksofonowy, skrzypce, akordeon i kontrabas) [Album]
- 2011 – Clockwork Preludes (akordeon chromatyczny)
- 2011 – Clockwork Saxophones (saksofony: sopranowy, altowy, tenorowy i barytonowy)
- 2011 – Trzy Fugludia (kwartet saksofonowy, skrzypce, akordeon i gitara basowa)
- 2011 – Six Curieusques (kwartet smyczkowy i saksofon lub fortepian)
- 2011 – Camino de Santiago (orkiestra i chór męski)
  - I.) Vobiscum In Via Eximus [słowa: Andrzej Zając OFMConv]
  - II.) Revelationes Coelestes [słowa: Ave Maria]
  - III.) Musica De Celtae (Muzyka celtycka)
  - IV.) Revelationes Coelestes [słowa: Recordare]
  - V.) In Fine Viae [słowa: Sanctus]

## Dyskografia
- 2005 – Symfonia Powstańców Warszawskich
- 2006 – Les Labyrinthes
- 2006 – Phantasmagorias
- 2007 – Handel-Inspired
- 2008 – Antti Manninen plays Prokofiev, Scriabin, Janczak, Albeniz
- 2009 – Northern Lights
- 2009 – Misterium – Życie Świętego Pawła
- 2010 – Le Cirque de la Lune
- 2011 – Early Piano Works
- 2011 – The Clockwork Music
- 2011 – Romantic Impressions [piano: Francisco K. Hernandez Nakahara]
- 2012 – Camino de Santiago
- 2012 – Dans les pas de Marie Curie (Original Motion Picture Soundtrack)
- 2012 – Piandemonium
- 2013 – Spider and Flies (Original Motion Picture Soundtrack)
- 2013 – Cargo 3 (Original Game Soundtrack)
- 2014 – Team (Original Motion Picture Soundtrack)
- 2015 – Hydropolis (Original Motion Picture Soundtrack)
- 2015 – Our Friend Satan (Original Motion Picture Soundtrack)
- 2017 – Ave Maria
- 2017 – Stolen Harvest (Original Motion Picture Soundtrack)

## Nagrody i odznaczenia
- 2004 – Złota Kijanka dla filmu “Zima” Piotra Sobocińskiego – Camerimage Łódź
- 2006 – Srebrny Krzyż Zasługi – odznaczenie nadane przez Prezydenta RP Lecha Kaczyńskiego[1] – Obchody 62 Rocznicy Wybuchu Powstania Warszawskiego Warszawa
- 2006 – Wyróżnienie – Konkurs Kompozytorski Muzyki Współczesnej Srebrna Szybka Kraków
- 2006 – II Nagroda – Międzynarodowy Konkurs Kompozytorski – Muzyka Ogrodowa Kraków
- 2007 – I Nagroda – Międzynarodowy Konkurs Kompozytorski – Handel-Inspired Londyn
- 2008 – Brązowa Kijanka oraz Nagroda specjalna PANAVISION dla filmu “Ojciec” Michała Sobocińskiego – Camerimage Łódź
- 2008 – I Nagroda – Konkurs kompozytorski Muzyki Współczesnej Srebrna Szybka Kraków
- 2008 – Wyróżnienie – Konkurs kompozytorski Muzyki Współczesnej Srebrna Szybka Kraków
- 2008 – I Nagroda – Międzynarodowy Konkurs Kompozytorski – Muzyka Ogrodowa Kraków
- 2009 – Finalista – Międzynarodowy Konkurs Kompozytorski Orkiestry Symfonicznej z Loiret Saint-Jean-de-la-Ruelle
- 2009 – I Nagroda – Międzynarodowy Konkurs « Eyes & Ears of Europe » Monachium
- 2010 – Srebrna Nagroda – Międzynarodowy Konkurs « PromaxBDA Europe Awards » Lizbona
- 2010 – Złota Nagroda – Międzynarodowy Konkurs « EBUconnect Awards » Lucerna
- 2010 – Srebrna Nagroda (1 kategoria) Międzynarodowy Konkurs « PromaxBDA World Awards » Los Angeles
- 2010 – Srebrna Nagroda (2 kategoria) Międzynarodowy Konkurs « PromaxBDA World Awards » Los Angeles
- 2010 – Red Dot: Best of the best (Najlepsi z najlepszych) – Międzynarodowy Konkurs « Red Dot Awards » Berlin
- 2010 – I Nagroda (1 kategoria) – Konkurs kompozytorski Muzyki Współczesnej Srebrna Szybka Kraków
- 2010 – I Nagroda (3 kategoria) – Konkurs kompozytorski Muzyki Współczesnej Srebrna Szybka Kraków
- 2011 – III Nagroda – Międzynarodowy Konkurs Kompozytorski – Muzyka Ogrodowa Wrocław
- 2011 – Złoty Medal (Gold World Medal) – « New York Festivals » (kategoria: World’s Best TV & Films) Nowy Jork
- 2011 – III Nagroda – Transatlantyk Film Music Competition « Young Composer 2011 » Poznań[2]
- 2011 – Special Mention – SoundTrack_Cologne 8.0 « European Talent Award 2011 » Kolonia[3]
- 2011 – Nagroda Universal Music – SoundTrack_Cologne 8.0 « European Talent Award 2011 » Kolonia[3]
- 2012 – Nominacja – Nagroda „Bo wARTo!” RMF Classic Warszawa[4]
- 2012 – Wyróżnienie – Konkurs « Olympus: Nie do zobaczenia » – kategoria PRO Warszawa[5]
- 2013 – Finalista – Berlinale Talent Campus #11 Berlin[6]

## Wybrane publikacje
- Faktura Wizji ulotnych op. 22 Siergieja Prokofjewa [praca licencjacka], Instytut Muzykologii Uniwersytetu Warszawskiego, Warszawa 2007
- Relacja muzyki i słowa w Veni Creator Spiritus z VIII Symfonii Gustava Mahlera [praca magisterska], Instytut Muzykologii Uniwersytetu Warszawskiego, Warszawa 2019[7]